# Cup of China 2014
Cup of China 2014 – trzecie w kolejności zawody łyżwiarstwa figurowego z cyklu Grand Prix 2014/2015. Zawody odbywały się od 7 do 9 listopada 2014 roku w hali Shanghai Oriental Sports Centre w Szanghaju.
Wśród solistów triumfował reprezentant Rosji Maksim Kowtun. Natomiast w rywalizacji solistek najlepsza okazała się Rosjanka Jelizawieta Tuktamyszewa. Jeśli chodzi o pary sportowe wygrali gospodarze Peng Cheng i Zhang Hao. W rywalizacji par tanecznych zwyciężyła para francuska Gabriella Papadakis i Guillaume Cizeron.
W trakcie rozgrzewki solistów przed programem dowolnym doszło do wypadku w którym Chińczyk Yan Han wjechał w Japończyka Yuzuru Hanyū. Obydwaj ucierpieli w incydencie i pomimo braku decyzji o wycofaniu się z zawodów Hanyū potrzebował tego dnia kilkukrotnie pomocy medycznej ze względu na urazy głowy, zadrapania twarzy, ból w okolicach brzucha, lewego uda i urazu prawej nogi. Kontuzje wykluczyły go ze startów na kolejne 3 tygodnie.

## Wyniki

### Soliści
| Poz. | Zawodnik         | Nota łączna | SP | SP    | FS | FS     |
| ---- | ---------------- | ----------- | -- | ----- | -- | ------ |
| 1    | Maksim Kowtun    | 243,34      | 1  | 85,96 | 1  | 157,38 |
| 2    | Yuzuru Hanyū     | 237,55      | 2  | 82,95 | 2  | 154,60 |
| 3    | Richard Dornbush | 226,73      | 4  | 77,23 | 4  | 149,50 |
| 4    | Nam Nguyen       | 221,85      | 6  | 72,85 | 5  | 149,00 |
| 5    | Misza Ge         | 219,28      | 7  | 69,46 | 3  | 149,82 |
| 6    | Yan Han          | 206,65      | 3  | 79,21 | 7  | 127,44 |
| 7    | Alexei Bychenko  | 204,15      | 5  | 76,96 | 8  | 127,19 |
| 8    | Keiji Tanaka     | 189,26      | 11 | 56,82 | 6  | 132,44 |
| 9    | Kim Jin-seo      | 183,46      | 9  | 62,46 | 9  | 121,00 |
| 10   | Guan Yuhang      | 177,66      | 8  | 63,69 | 10 | 113,97 |
| 11   | Wang Yi          | 160,92      | 10 | 57,29 | 11 | 103,63 |

### Solistki
| Poz. | Zawodniczka              | Nota łączna | SP | SP    | FS | FS     |
| ---- | ------------------------ | ----------- | -- | ----- | -- | ------ |
| 1    | Jelizawieta Tuktamyszewa | 196,60      | 2  | 67,99 | 1  | 128,61 |
| 2    | Julija Lipnicka          | 173,57      | 1  | 69,56 | 4  | 104,01 |
| 3    | Kanako Murakami          | 169,39      | 3  | 60,44 | 3  | 108,95 |
| 4    | Polina Edmunds           | 161,27      | 7  | 50,32 | 2  | 110,95 |
| 5    | Gabrielle Daleman        | 161,26      | 4  | 58,49 | 5  | 102,77 |
| 6    | Li Zijun                 | 152,62      | 5  | 53,66 | 6  | 98,96  |
| 7    | Viktoria Helgesson       | 143,95      | 6  | 52,00 | 8  | 91,95  |
| 8    | Kim Hae-jin              | 137,62      | 9  | 44,72 | 7  | 92,90  |
| 9    | Christina Gao            | 125,04      | 8  | 47,15 | 11 | 77,89  |
| 10   | Ashley Cain              | 124,81      | 11 | 39,80 | 9  | 85,01  |
| 11   | Anne Line Gjersem        | 122,78      | 10 | 41,93 | 10 | 80,85  |

### Pary sportowe
| Poz. | Zawodnicy                                  | Nota łączna | SP | SP    | FS | FS     |
| ---- | ------------------------------------------ | ----------- | -- | ----- | -- | ------ |
| 1    | Peng Cheng / Zhang Hao                     | 194,05      | 1  | 69,11 | 1  | 124,94 |
| 2    | Yu Xiaoyu / Jin Yang                       | 173,33      | 3  | 57,03 | 2  | 116,30 |
| 3    | Wang Xuehan / Wang Lei                     | 172,15      | 2  | 57,27 | 3  | 114,88 |
| 4    | Wiera Bazarowa / Andriej Dieputat          | 166,44      | 4  | 56,85 | 4  | 109,59 |
| 5    | Nicole Della Monica / Matteo Guarise       | 155,90      | 7  | 53,48 | 5  | 102,42 |
| 6    | Natasha Purich / Andrew Wolfe              | 153,70      | 5  | 56,14 | 6  | 97,56  |
| 7    | Jessica Calalang / Zack Sidhu              | 147,81      | 6  | 54,66 | 7  | 93,15  |
| 8    | Arina Czerniawska / Antonio Souza-Kordjeru | 133,45      | 8  | 46,74 | 8  | 86,71  |

### Pary taneczne
| Poz. | Zawodnicy                               | Nota łączna | SD | SD    | FD | FD    |
| ---- | --------------------------------------- | ----------- | -- | ----- | -- | ----- |
| 1    | Gabriella Papadakis / Guillaume Cizeron | 160,12      | 3  | 62,12 | 1  | 98,00 |
| 2    | Maia Shibutani / Alex Shibutani         | 157,36      | 1  | 65,20 | 2  | 92,16 |
| 3    | Anna Cappellini / Luca Lanotte          | 149,58      | 2  | 62,70 | 3  | 86,88 |
| 4    | Jelena Ilinych / Rusłan Żyganszyn       | 144,70      | 4  | 60,48 | 4  | 84,22 |
| 5    | Alexandra Paul / Mitchell Islam         | 140,46      | 5  | 56,46 | 5  | 84,00 |
| 6    | Wang Shiyue / Liu Xinyu                 | 126,18      | 6  | 49,50 | 6  | 76,68 |
| 7    | Zhang Yiyi / Wu Nan                     | 108,66      | 7  | 44,90 | 7  | 63,76 |
| 8    | Zhao Yue / Zheng Xun                    | 103,44      | 8  | 41,88 | 8  | 61,56 |